# Nastola
Nastola è stato un comune finlandese, avente 15078 abitanti a fine 2012, situato nella regione del Päijät-Hame. A partire dal 1º gennaio 2016 fa parte del comune di Lahti.